# Olympische Sommerspiele 1968/Teilnehmer (Großbritannien)
| Gelbes Symbol für Goldmedaillen mit stilisierten Olympischen Ringen | Graues Symbol für Silbermedaillen mit stilisierten Olympischen Ringen | Braundes Symbol für Bronzemedaillen mit stilisierten Olympischen Ringen |
| ------------------------------------------------------------------- | --------------------------------------------------------------------- | ----------------------------------------------------------------------- |
| 5                                                                   | 5                                                                     | 3                                                                       |

Großbritannien nahm an den Olympischen Sommerspielen 1968 in Mexiko-Stadt mit einer Delegation von 225 Athleten (175 Männer und 50 Frauen) an 133 Wettkämpfen in sechzehn Sportarten teil. Erfolgreichster Olympionike war der Vielseitigkeitsreiter Derek Allhusen mit zwei Medaillen. Insgesamt konnten sowohl im Reiten als auch in der Leichtathletik jeweils vier Medaillenerfolge verbucht werden. Fahnenträger bei der Eröffnungsfeier war der Weitspringer Lynn Davies, bei der Abschlussfeier trug David Hemery, Sieger über 400 Meter Hürden, den Union Jack.

## Teilnehmer nach Sportarten

### Boxen
Männer
- Eric Blake
- Micky Carter
- Johnny Cheshire
- Chris Finnegan
Gold  Mittelgewicht
- Johnny McGonigle
- John H. Stracey
- Alan Tottoh
- Terry Waller
- Billy Wells

### Fechten
| Männer - David Acfield - Teddy Bourne - Michael Breckin - Rodney Craig - Nick Halsted - Bill Hoskyns - Peter Jacobs - Allan Jay - Ralph Johnson - Sandy Leckie - Richard Oldcorn - Graham Paul | Frauen - Margaret Bain - Janet Bewley-Cathie-Wardell-Yerburgh - Eva Davies - Julia Davis - Susan Green |

### Gewichtheben
Männer
- Peter Arthur
- Sylvanus Blackman
- Louis Martin
- Precious McKenzie
- Mike Pearman
- Terry Perdue
- Gerald Perrin

### Hockey
Männer
- 12. Platz
- Jeremy Barham
- Harry Cahill
- Gerald Carr
- Basil Christensen
- Jim Deegan
- Charles Donald
- Tony Ekins
- Roger Flood
- Timothy Lawson
- Stuart Morris
- John W. Neill
- Richard Oliver
- Malcolm Read
- Keith Sinclair
- Andrew Trentham
- Campbell Whalley
- David Wilman
- Peter Wilson

### Kanu
| Männer - Alan Edwards - John Glavin - Peter Lawler - Michael Mean - John Oliver - Mark Whitby - Alistair Wilson | Frauen - Sylvia Jackson - Barbara Mean - Lesley Oliver |

### Leichtathletik
| Männer - Bill Adcocks - Jim Alder - Fred Alsop - Ralph Banthorpe - Maurice Benn - Alan Blinston - Derek Boosey - John Boulter - Gareth Bryan-Jones - Mike Bull - Colin Campbell - Chris Carter - John Cooper - Dave Cropper - Howard Davies - Lynn Davies - Bryan Eley - David Hemery Gold 400 m Hürden - Maurice Herriott - Ron Hill - Jim Hogan - Bob Hughes - John Jackson - Tim Johnston - Arthur Jones - Ron Jones - Barrie Kelly - Alan Lerwill - Shaun Lightman - Clive Longe - Paul Nihill - Mike Parker - Alan Pascoe - Howard Payne - Peter Reed - Allan Rushmer - John Sherwood Bronze 400 m Hürden - Joseph Speake - Dick Steane - Stuart Storey - Mike Tagg - Bill Tancred - Dick Taylor - Jeff Teale - Dave Travis - John Webb - John Whetton - Martin Winbolt-Lewis | Frauen - Maureen Chitty - Lillian Board Silber 400 m - Mary Green - Barbara Inkpen - Della Pascoe - Pat Jones - Pat Lowe - Anita Neil - Joan Allison - Sheila Sherwood Silber Weitsprung - Val Peat - Mary Peters - Sue Platt - Pat Pryce - Sue Reeve - Dorothy Shirley - Janet Simpson - Sheila Carey - Maureen Tranter - Ann Wilson |

### Moderner Fünfkampf
Männer
- Jim Fox
- Barry Lillywhite
- Robert Phelps

### Radsport
Männer
- Ian Alsop
- Reg Barnett
- John Bettison
- William Bilsland
- Roy Cromack
- Ian Hallam
- Harry Jackson
- Brian Jolly
- Ronald Keeble
- Brendan McKeown
- Dave Rollinson
- Peter Smith
- John Watson
- Les West

### Reiten
- Derek Allhusen
Silber  Vielseitigkeitsreiten Einzel
Gold  Vielseitigkeitsreiten Mannschaft
- David Broome
Bronze  Springen Einzel
- Jane Bullen
Gold  Vielseitigkeitsreiten Mannschaft
- Marion Coakes
Silber  Springen Einzel
- Johanna Hall
- Lorna Johnstone
- Ben Jones
Gold  Vielseitigkeitsreiten Mannschaft
- Domini Lawrence
- Richard Meade
Gold  Vielseitigkeitsreiten Mannschaft
- Harvey Smith

### Ringen
Männer
- Ron Grinstead
- John McCourtney
- Tony Shacklady
- Roger Till

### Rudern
Männer
- Andrew Bayles
- Bruce Carter
- Matthew Cooper
- Kenneth Dwan
- Timothy Kirk
- Peter Knapp
- Malcolm Malpass
- John Mullard
- Peter Thomas
- Patrick Wright
- Robin Yarrow

### Schießen
- Alister Allan
- Alec Bonnett
- Bob Braithwaite
Gold  Trap
- Anthony Clark
- Eric Grantham
- Robert Hassell
- Marcus Loader
- John Palin
- Colin Sephton
- Charles Sexton

### Schwimmen
| Männer - David Hembrow - Joseph Jackson - Tony Jarvis - Roddy Jones - Bobby McGregor - Roger Roberts - Stuart Roberts - Raymond Terrell - John Thurley - Mike Turner - Martyn Woodroffe Silber 200 m Schmetterling | Frauen - Margaret Auton - Jacqueline Brown - Wendy Burrell - Sheila Clayton - Sally Davison - Diana Harris - Dorothy Harrison - Alexandra Jackson - Fiona Kellock - Shelagh Ratcliffe - Jill Slattery - Gillian Treers - Susan Williams |

### Segeln
- Robin Aisher
Bronze  5,5-m-R-Klasse
- Paul Anderson
Bronze  5,5-m-R-Klasse
- Adrian Jardine
Bronze  5,5-m-R-Klasse
- Stuart Jardine
- Robin Judah
- Iain MacDonald-Smith
Gold  Flying Dutchman
- Michael Maynard
- Rodney Pattison
Gold  Flying Dutchman
- James Ramus
- Charles Reynolds
- David Tucker

### Turnen
| Männer - Michael Booth - Stanley Wild | Frauen - Margaret Bell - Mary Prestidge |

### Wasserspringen
| Männer - Robin Baskerville - Frank Carter - David Priestley | Frauen - Mandi Haswell - Kathy Rowlatt |